# Parlamentswahl in der Ukraine 2007
- KPU: 27
- PR: 175
- BL: 20
- BJuT: 156
- NU-NS: 72

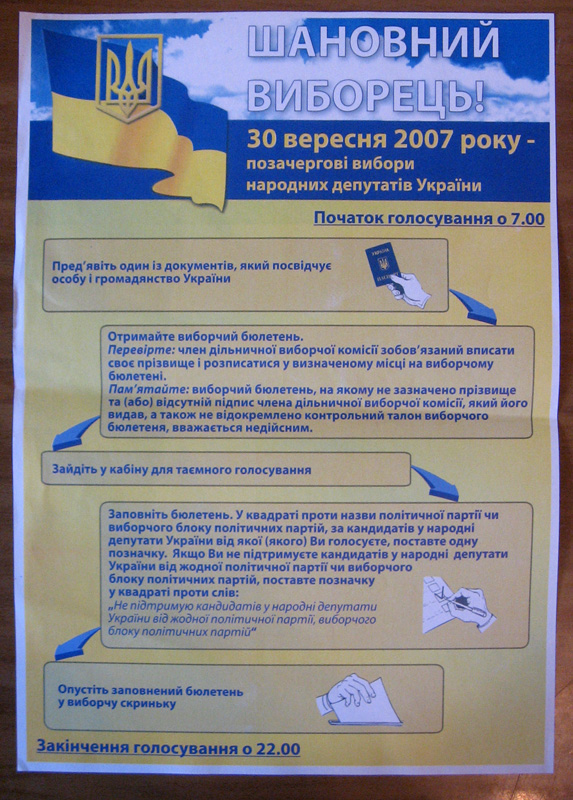
Plakat mit Informationen zur Wahl

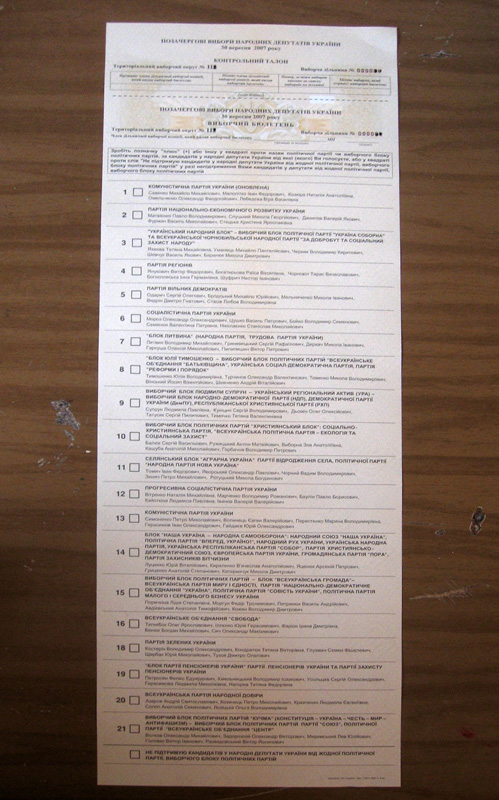
Stimmzettel

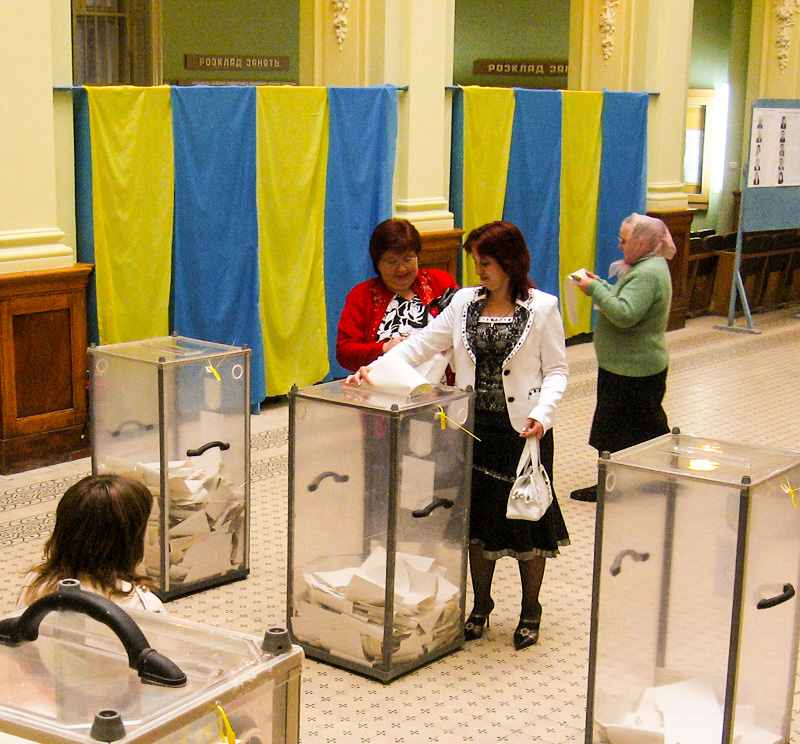
Stimmabgabe

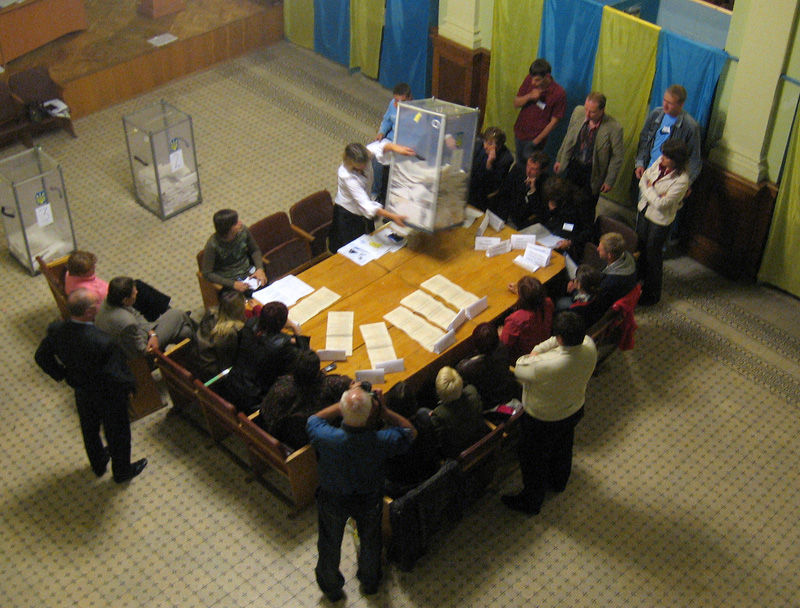
Auszählung

Die Wahl zum Ukrainischen Parlament 2007 fand am 30. September 2007 in der Ukraine statt. Die Neuwahl wurde angesetzt, nachdem das aus den Wahlen vom März 2006 hervorgegangene ukrainische Parlament im April 2007 von Präsident Wiktor Juschtschenko aufgelöst worden war. Das neue Parlament wählte am 18. Dezember 2007 Julija Tymoschenko zur neuen Ministerpräsidentin.

## Angetretene Listen
Zur Wahl standen 20 Parteien und Wahlbündnisse:
1. Partei der Regionen (Partija Rehioniw)
2. „Block Julija Tymoschenko“ ("Blok Juliji Tymoschenko")
3. Block "Unsere Ukraine - Nationale Selbstverteidigung" (Blok "Nascha Ukrajina - Narodna Samooborona")
4. Kommunistische Partei der Ukraine (Komunistytschna partija Ukrajiny)
5. „Block Lytwyn“ ("Blok Lytwyna")
6. Sozialistische Partei der Ukraine (Sozialistytschna partija Ukrajiny)
7. Progressive Sozialistische Partei der Ukraine (Prohresyvna sozialistytschna partija Ukrajiny)
8. Allukrainische Vereinigung „Freiheit“ (Wseukrajinske Objednannja „Swoboda“)
9. Partei der Grünen der Ukraine (Partija selenych Ukrajiny)
10. Wahlblock Ludmila Suprun - Ukrainisches Regionalaktiv (URA) (Wybortschyj blok Ludmily Suprun - Ukrajinskyj rehionalnyj aktiv)
11. Kommunistische Partei der Ukraine (erneuert) (Komunistytschna partija Ukrajiny (onovlena))
12. Partei der Freien Demokraten (Partija Wilnych Demokratiw)
13. Block der Rentnerpartei der Ukraine (Blok Partiji pensioneriw Ukrajiny)
14. Ukrainische Partei der national-ökonomischen Entwicklung (Partija nazional-ekonomitschnoho roswytku Ukrajiny)
15. Ukrainischer Volksblock (Ukrajinskyj narodnyj Blok)
16. Ländlicher Block „Agrarukraine“ (Seljanskyj blok „Ahrarna Ukrajina“)
17. Block „Christlicher Block“ (Blok "Christianskyj blok")
18. Wahlblock politischer Parteien "KUTSCHMA" (Wybortschy blok politytschnych partij "KUTSCHMA")
19. Block Allukrainische Gesellschaft (Blok Wseukrajinska hromada)
20. Allukrainische Partei des nationalen Vertrauens (Wseukrajinska partija narodnoji Dowiri)[3]

Darüber hinaus bestand die Möglichkeit „gegen alle“ zu stimmen.

## Auszählung
Die Bekanntgabe des amtlichen Endergebnisses erfolgte am 15. Oktober 2007 und damit fünf Tage früher als erwartet. Während der Auszählung der Stimmen wurden vom 1. bis zum 3. Oktober immer wieder Zwischenergebnisse veröffentlicht. Zunächst sah es nach einem eindeutigen Sieg des „orangen“ Lagers aus dem Block Julija Tymoschenko (BJuT) und dem Wahlbündnis des Präsidenten „Nascha Ukrajina - Narodna Samooborona“ (NU-NS) aus. Die Tymoschenko-Partei war nach den ersten Ergebnissen stärkste Kraft. Im Laufe der Auszählung holte jedoch die Partei der Regionen (PR) auf und überholte sie. Die Sozialistische Partei rutschte im Laufe der Auszählung unter die Drei-Prozent-Hürde, wodurch es zuletzt bei einer dünnen Mehrheit der Parlamentsmandate für die orangen Parteien blieb.
Präsident Juschtschenko kritisierte die angeblich verzögerte Auszählung in den östlichen Landesteilen. Die unterschiedliche Geschwindigkeit bei der Auswertung der Stimmen hatte zu der großen Diskrepanz zwischen den ersten Ergebnissen und den späteren Zwischenständen geführt. Die westlich orientierten Parteien sahen angesichts ihres dahinschmelzenden Vorsprungs das verlangsamte Auszählen in den Hochburgen Wiktor Janukowytschs und seiner Partei der Regionen als Indiz für mögliche Wahlfälschungen.

## Wahlausgang

### Offizielles Ergebnis

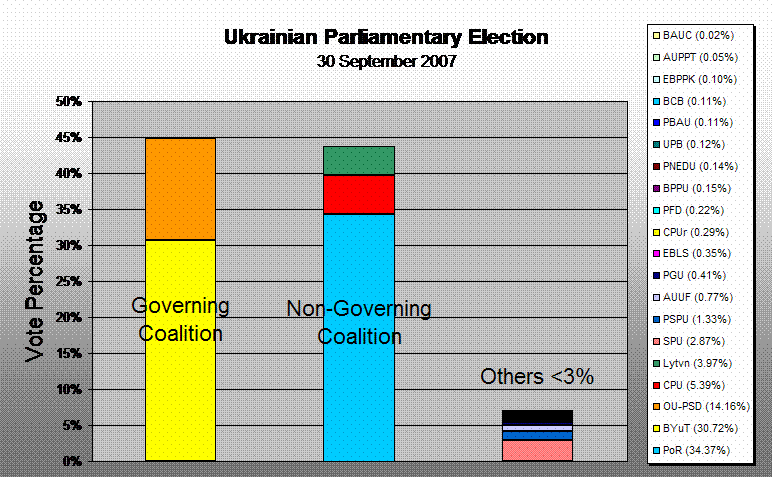
Ergebnis (Koalition vs. Opposition)

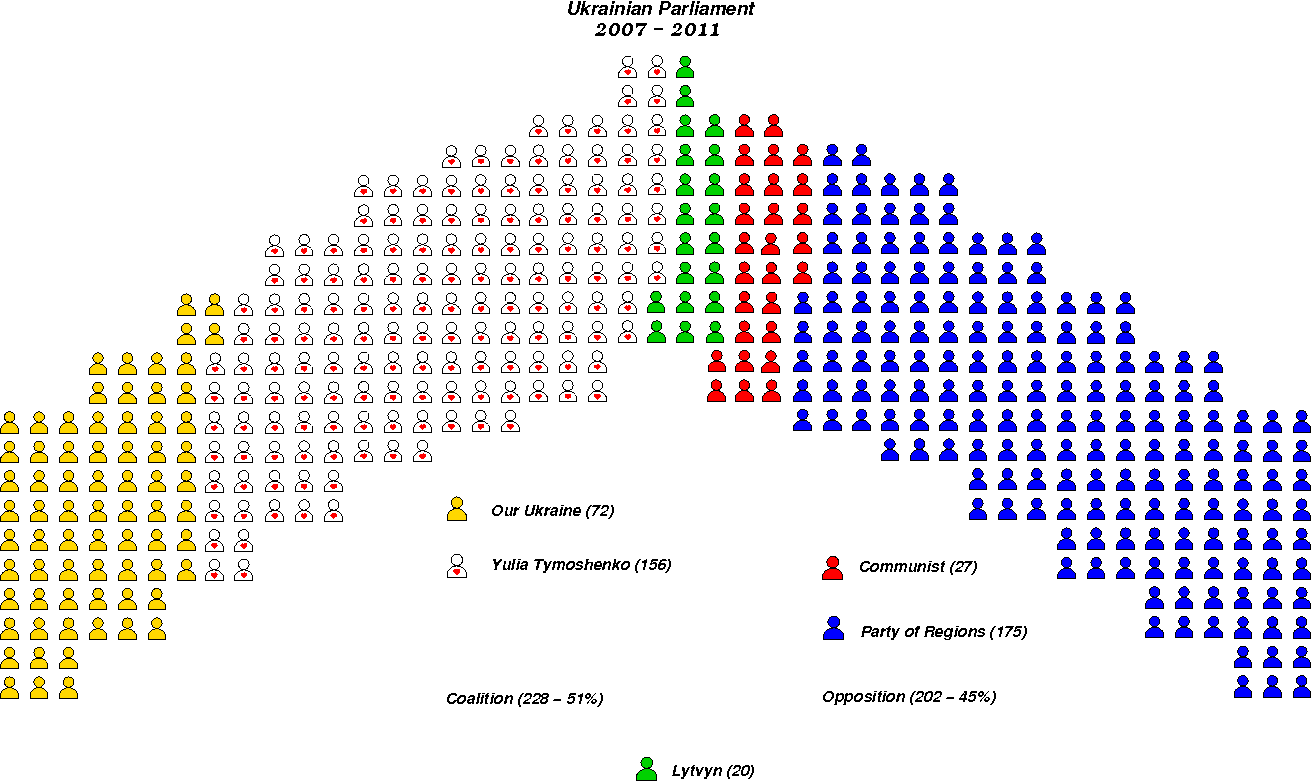
Sitzverteilung in der Werchowna Rada

| Ergebnis der Wahlen zur Werchowna Rada 2007                                           | Ergebnis der Wahlen zur Werchowna Rada 2007 | Ergebnis der Wahlen zur Werchowna Rada 2007 | Ergebnis der Wahlen zur Werchowna Rada 2007 | Ergebnis der Wahlen zur Werchowna Rada 2007 | Ergebnis der Wahlen zur Werchowna Rada 2007 |
| Parteien und Wahlbündnisse                                                            | Stimmen                                     | %                                           | +/-                                         | Sitze                                       | +/-                                         |
| ------------------------------------------------------------------------------------- | ------------------------------------------- | ------------------------------------------- | ------------------------------------------- | ------------------------------------------- | ------------------------------------------- |
| Partei der Regionen (Partija Rehioniw)                                                | 8.013.918                                   | 34,37                                       | +2,23                                       | 175                                         | −11                                         |
| Block Julija Tymoschenko (Blok Juliji Tymoschenko)                                    | 7.162.174                                   | 30,71                                       | +8,42                                       | 156                                         | +27                                         |
| Unsere Ukraine - Nationale Selbstverteidigung (Nascha Ukrajina - Narodna Samooborona) | 3.301.012                                   | 14,15                                       | +0,2                                        | 72                                          | −9                                          |
| Kommunistische Partei der Ukraine (Komunistytschna Partija Ukrajiny)                  | 1.257.397                                   | 5,39                                        | +1,73                                       | 27                                          | +6                                          |
| Block Lytwyn (Blok Lytwyna)                                                           | 924.568                                     | 3,96                                        | +1,52                                       | 20                                          | +20                                         |
| Sozialistische Partei der Ukraine (Sozialistytschna Partija Ukrajiny)                 | 668.185                                     | 2,86                                        | −2,83                                       | 0                                           | −33                                         |
| Sonstige                                                                              | 970.936                                     | 5,82                                        | −7,31                                       | -                                           |                                             |
| "gegen alle"                                                                          |                                             | 2,73                                        | +0,96                                       | -                                           |                                             |

### Regionale Unterschiede im Wahlverhalten
Wie erwartet gab es im Wahlverhalten wie bereits bei den Urnengängen der vergangenen Jahre große regionale Unterschiede. So unterstützten die westlichen Landesteile eher die „orangen“ Kräfte, während in der Ostukraine die Partei der Regionen dominierte. Seit den Parlamentswahlen 2006 hat sich an dieser Teilung des Landes nichts geändert. Lediglich in der Westukraine gab es Verschiebungen zugunsten des BJuT gegenüber NU-NS. Der krasse Unterschied zwischen den einzelnen regionalen Wahlergebnissen zeigt die Tiefe der politischen Spaltung der Ukraine. So konnten Kräfte, die in einer Oblast über zwei Drittel der Wählerstimmen erreichten, in anderen Gebieten mitunter nicht einmal drei Prozent der Stimmen für sich verbuchen.
Die Partei der Regionen (PR) wurde in zehn der 27 Verwaltungseinheiten stärkste Kraft. Ihr bestes Ergebnis mit über 73 % der Stimmen erzielte sie in der Oblast Luhansk, über 72 % in der Oblast Donezk. Ihr schlechtestes mit nur etwa 3 % erzielte die PR in den Oblasten Iwano-Frankiwsk und Ternopil.
Der Block Julija Tymoschenko wurde in 16 Oblasten stärkste Kraft. Ihr bestes Ergebnis erzielte sie mit über 55 % in der Oblast Wolyn, ihr schlechtestes mit fast 4 % in der Oblast Donezk.
Der Block „Nascha Ukrajina - Narodna Samooborona“ erreichte sein bestes Ergebnis in der Oblast Iwano-Frankiwsk mit über 35 %. Mehr als 30 % der Stimmen bekam sie auch in den Oblasten Lwiw, Ternopil und Transkarpatien. Am schlechtesten Schnitt der Block in der Oblast Donezk ab.
Die Kommunisten waren wie die Partei der Regionen im Osten und Süden der Ukraine stärker als im Westen. Die Hochburg der Kommunisten ist die Stadt Sewastopol, wo die Partei mehr als 10 % der Stimmen erreichte.
Der Block Lytwyn erzielte sein mit Abstand bestes Ergebnis in der Oblast Schytomyr, der Heimat seines Spitzenkandidaten und Namensgebers Wolodymyr Lytwyn.
Bei den Auslandsukrainern erreichten BJuT und NU-NS zusammen über 60 % der Stimmen, die Partei der Regionen etwas über 25 %.

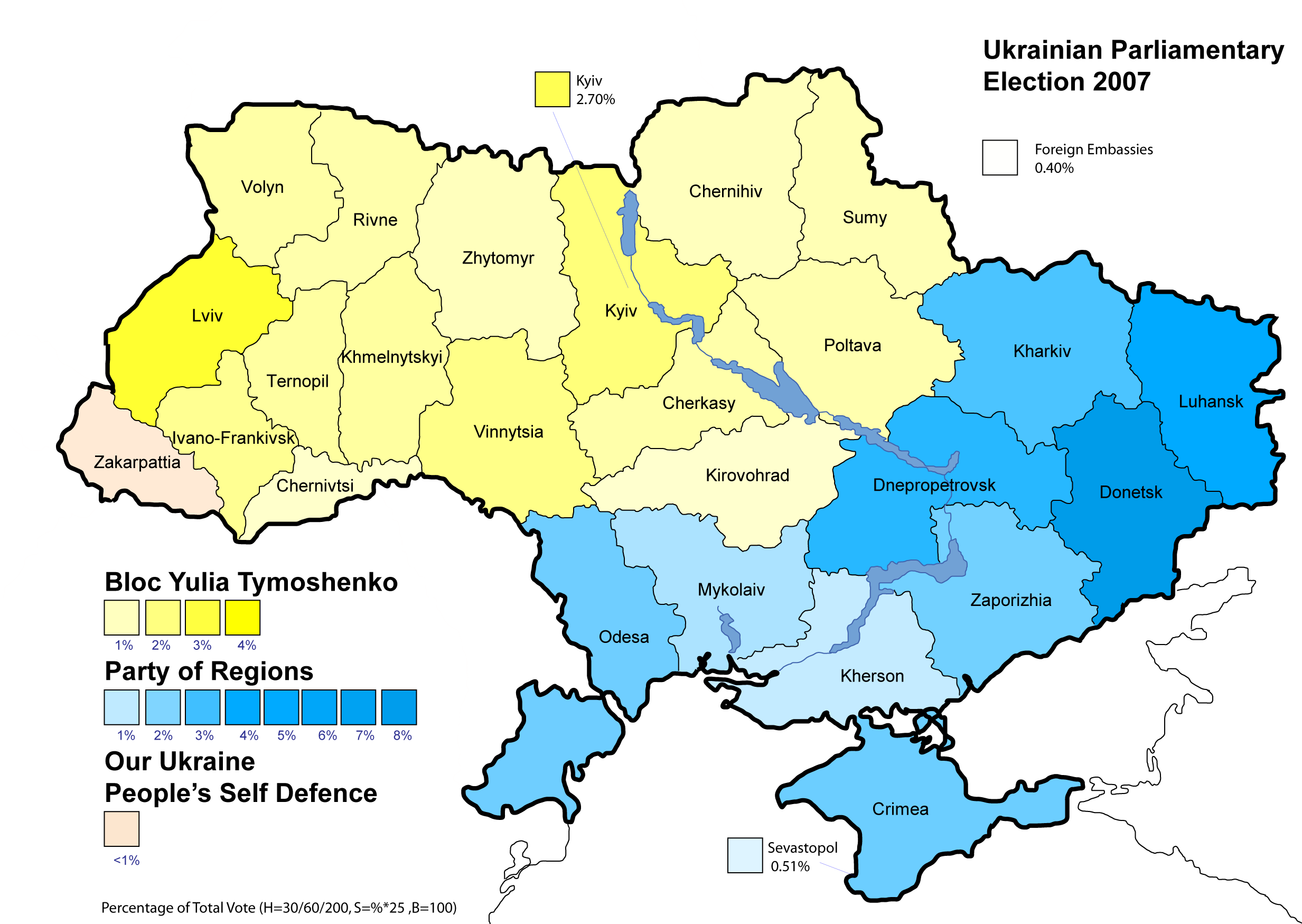
Stärkste Partei nach Oblast und Stimmenanteil

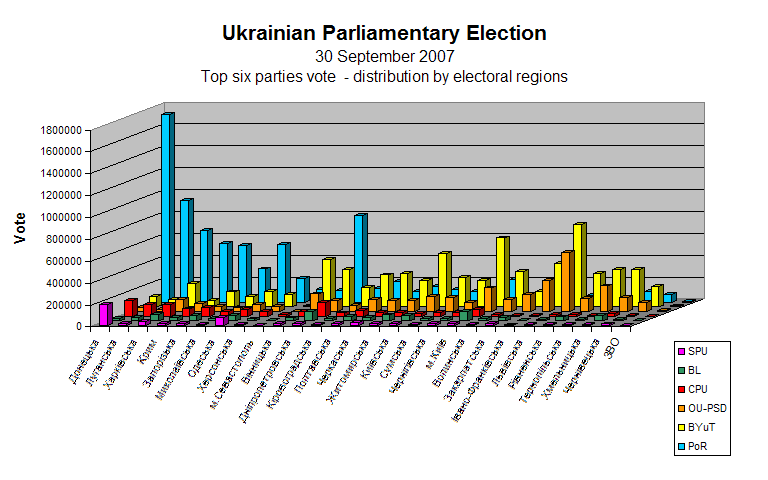
Ergebnisse nach Oblasten (total)

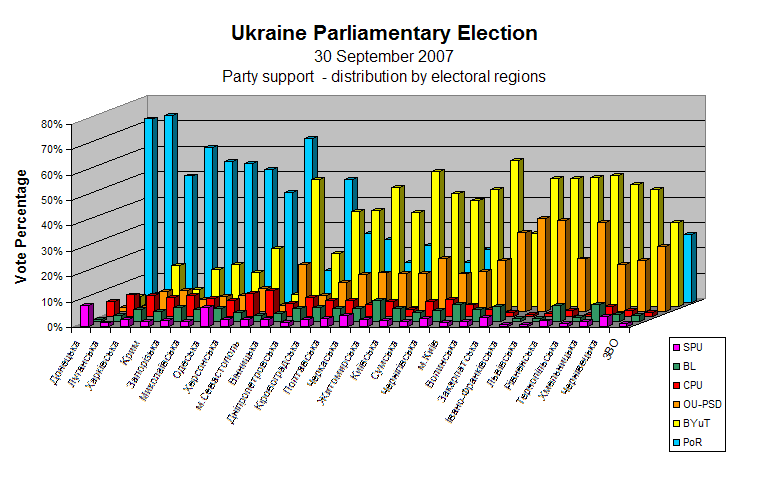
Ergebnisse nach Oblasten (prozentual)

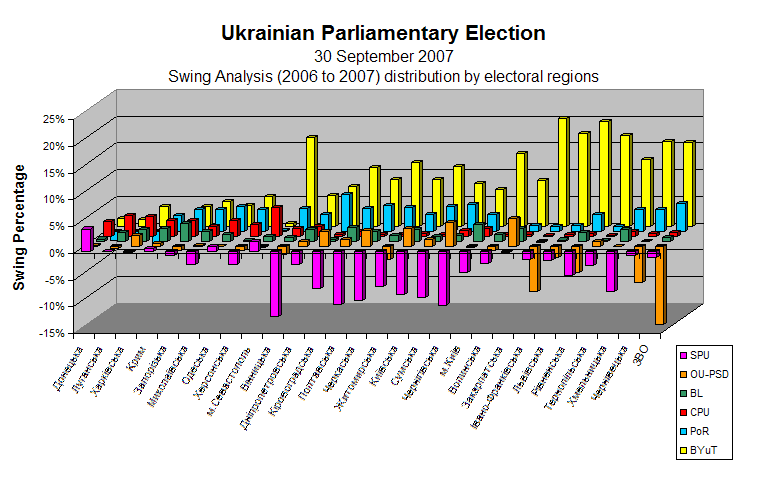
Gewinne und Verluste nach Oblasten

| PR                                         | BJuT                               | NU-NS                                                   |
| ------------------------------------------ | ---------------------------------- | ------------------------------------------------------- |
| Partei der Regionen (34,37 %)              | Block Julija Tymoschenko (30,71 %) | Unsere Ukraine - Nationale Selbstverteidigung (14,15 %) |
| KPU                                        | BL                                 | SPU                                                     |
| Kommunistische Partei der Ukraine (5,39 %) | Block Lytwyn (3,96 %)              | Sozialistische Partei der Ukraine (2,86 %)              |

| Oblast             | Wahlbet. | PR   | BJuT | NU-NS | KPU  | BL  | SPU |
| Ukraine gesamt     |          | 34,4 | 30,7 | 14,2  | 5,4  | 4,0 | 2,9 |
| Osten              | 63,8     | 66,5 | 7,5  | 3,4   | 7,3  | 2,2 | 4,9 |
| ------------------ | -------- | ---- | ---- | ----- | ---- | --- | --- |
| Donezk             | 66,0     | 76,0 | 4,5  | 2,0   | 6,8  | 1,0 | 1,3 |
| Luhansk            | 66,3     | 73,5 | 5,1  | 1,7   | 8,5  | 2,4 | 1,3 |
| Charkiw            | 58,3     | 49,6 | 16,4 | 8,1   | 8,3  | 4,6 | 2,6 |
| Süden              | 57,0     | 54,6 | 13,6 | 6,5   | 7,7  | 4,6 | 3,4 |
| Krim               | 55,8     | 61,0 | 6,9  | 8,2   | 7,6  | 3,9 | 1,9 |
| Saporischschja     | 61,4     | 55,5 | 14,7 | 4,7   | 8,3  | 5,5 | 2,3 |
| Mykolajiw          | 57,6     | 54,4 | 16,6 | 5,8   | 7,2  | 4,5 | 1,9 |
| Odessa             | 54,5     | 52,2 | 13,7 | 6,5   | 6,2  | 5,1 | 7,2 |
| Cherson            | 55,5     | 43,2 | 23,1 | 9,1   | 9,1  | 3,7 | 2,5 |
| Sewastopol (Stadt) | 59,7     | 64,5 | 5,0  | 2,3   | 10,3 | 2,5 | 2,7 |
| Mitte              | 60,5     | 30,6 | 34,8 | 11,8  | 6,4  | 4,7 | 2,4 |
| Winnyzja           | 64,5     | 12,6 | 50,0 | 18,6  | 5,0  | 3,1 | 2,5 |
| Dnipropetrowsk     | 58,9     | 48,7 | 20,8 | 6,2   | 7,6  | 5,0 | 1,3 |
| Kirowohrad         | 57,9     | 27,0 | 37,6 | 11,7  | 6,4  | 5,5 | 2,8 |
| Poltawa            | 61,9     | 24,8 | 37,9 | 14,5  | 6,5  | 4,9 | 3,0 |
| Tscherkassy        | 60,1     | 15,5 | 47,0 | 15,3  | 4,9  | 4,9 | 4,3 |
| Norden             | 62,5     | 16,7 | 45,5 | 16,1  | 4,9  | 5,7 | 2,1 |
| Schytomyr          | 62,5     | 22,4 | 37,0 | 15,1  | 5,8  | 8,3 | 2,5 |
| Kiew               | 61,9     | 13,0 | 53,4 | 15,1  | 3,0  | 5,1 | 2,2 |
| Sumy               | 62,0     | 15,7 | 44,5 | 20,8  | 5,8  | 3,3 | 2,0 |
| Tschernihiw        | 61,8     | 20,7 | 41,9 | 14,9  | 6,7  | 4,2 | 2,9 |
| Kiew (Stadt)       | 63,5     | 15,0 | 46,2 | 15,8  | 4,6  | 6,6 | 1,6 |
| Westen             | 68,4     | 8,3  | 48,9 | 29,1  | 1,8  | 3,2 | 1,6 |
| Wolyn              | 71,0     | 6,7  | 57,6 | 20,0  | 2,7  | 4,6 | 1,9 |
| Transkarpatien     | 52,1     | 19,8 | 28,9 | 31,1  | 1,8  | 6,0 | 3,5 |
| Iwano-Frankiwsk    | 72,6     | 3,0  | 50,7 | 36,8  | 0,8  | 1,0 | 0,8 |
| Lwiw               | 73,9     | 4,2  | 50,4 | 36,0  | 1,0  | 1,1 | 0,6 |
| Riwne              | 68,7     | 10,4 | 51,0 | 20,8  | 2,4  | 6,1 | 2,1 |
| Ternopil           | 76,5     | 3,0  | 51,6 | 35,2  | 0,7  | 1,6 | 1,1 |
| Chmelnyzkyj        | 66,3     | 14,1 | 48,2 | 18,4  | 4,0  | 6,6 | 1,7 |
| Tscherniwzi        | 58,2     | 16,8 | 46,2 | 20,3  | 2,3  | 2,5 | 3,8 |
| Botschaften        | 6,0      | 26,5 | 33,1 | 25,5  | 1,6  | 2,3 | 1,2 |

## Versuche der Einflussnahme aus dem Ausland
Einige Tage vor dem Wahlgang kündigte der russische Botschafter in Kiew, Wiktor Tschernomyrdin an, im Falle einer Wahl Julija Tymoschenkos zur Ministerpräsidentin würde der Gaspreis für die Ukraine deutlich steigen.
Am 2. Oktober erklärte der staatliche russische Gaskonzern Gazprom, die Ukraine habe noch Schulden für geliefertes Gas zu begleichen und setzte ein Ultimatum bis Ende Oktober. Einige Beobachter sehen auch dies als den Versuch, eine subtile Drohkulisse aufzubauen, um so Einfluss auf die bevorstehende Regierungsbildung zu nehmen. Der Konflikt des Gastreites zwischen beiden Ländern schwelt seit der orangen Revolution.

## Wahlbeobachter
Für die parlamentarischen Organe des Europarat, der EU, der OSZE und der NATO waren 570 Wahlbeobachter und 140 Parlamentarier im Land, um den korrekten Ablauf des Wahlganges zu überwachen und mögliche Manipulationen aufzudecken. Vertreter des Europarates erklärten, die Wahl sei weitgehend nach internationalen demokratischen Standards durchgeführt worden, das politische System der Ukraine weise jedoch noch große Mängel auf, die in allernächster Zukunft durch Reformen behoben werden müssten.

## Anfechtung
Für die Kommunistische Partei (KPU) wandte sich der Kandidat Serhij Hmyrja an das Oberste Verwaltungsgericht der Ukraine und forderte eine Überprüfung des Vorgehens der Zentralen Wahlkommission bei der Stimmauszählung. Ebenso legten die Sozialistische Partei der Ukraine, die Progressive Sozialistische Partei der Ukraine, die Partei der Freien Demokraten und die Allukrainische Partei des nationalen Vertrauens Beschwerde ein. Das Gericht untersagte bis zum Abschluss der Untersuchungen die Veröffentlichung des Wahlergebnisses in den Amtsblättern der Regierung.
Da die Konstituierung der neu gewählten Rada erst nach Veröffentlichung des amtlichen Endergebnisses erfolgen kann, ist es möglich, dass die Klage der fünf Parteien die Wahl der neuen Regierung verzögert. Die Beratungen des Gerichts mit Anhörungen der Antragsteller und Vertretern der Zentralen Wahlkommission begannen am 21. Oktober 2007.
Am Abend des 25. Oktober verkündete ein Vertreter des Gerichts, dass dieses keine Rechtsverletzungen bei der Wahl habe feststellen können und das Ergebnis der Wahl, wie es die Zentrale Wahlkommission ermittelt hatte, offiziell bekannt gemacht werden darf.

## Regierungsbildung

### Reaktionen der politischen Akteure auf das Ergebnis
Nach der Veröffentlichung erster Auszählungsergebnisse, in denen der BJuT stärkste Kraft war, erklärte Julija Tymoschenko sich zur Siegerin der Wahl und kündigte die Bildung einer Koalitionsregierung mit NU-NS an. Nachdem sich herausstellte, dass die PR stärkste Kraft würde, beanspruchte deren Spitzenkandidat und bisheriger Ministerpräsident Wiktor Janukowytsch das Amt des Regierungschefs für sich, obgleich er mit seinen bisherigen Koalitionspartnern nicht über die nötige Mehrheit verfügt, da die Sozialistische Partei knapp an der Drei-Prozent-Hürde scheiterte.
Staatspräsident Juschtschenko rief am 3. Oktober PR, BJuT und NU-NS zur Regierungsbildung auf. Unklar blieb dabei, ob er damit die Bildung einer Koalition aus den genannten drei Kräften meinte. Julija Tymoschenko lehnte eine solche „Große Koalition“ ab und auch in der NU-NS, der Wahlallianz des Präsidenten, war man nicht bereit, vom Vorhaben einer Koalition allein mit dem BJuT Abstand zu nehmen. Zufrieden mit dem Vorschlag des Präsidenten zeigte sich einzig die PR. Wiktor Janukowytsch trat am 4. Oktober in Kontakt mit Wolodymyr Lytwyn, um über eine mögliche Koalition zu verhandeln, obwohl beide Parteien zusammen nicht über die nötige Parlamentsmehrheit verfügen. Zugleich verhandelte die PR mit NU-NS über die Bildung einer "Großen Koalition". Zu den Gesprächen lud sie auch die Vertreter des BJuT ein.

### Anbahnung einer „orangen“ Koalition
Der Vorsitzende der NU-NS Jurij Luzenko trat ebenso wie Julija Tymoschenko für eine Koalition der Kräfte der „Orangen Revolution“ ein, eventuell erweitert durch den Block Lytwyn. In der ukrainischen Presse wurden hierfür die Synonyme „orange Koalition“ und „demokratische Koalition“ geprägt. BJuT und NU-NS verfügen gemeinsam über 227 Mandate, die übrigen Parteien zusammen über 222. Verhandlungen zwischen beiden Kräften begannen am 5. Oktober. Am 6. Oktober sagte Juschtschenko in einem Interview, er habe nicht von einer großen Koalition gesprochen, trete aber trotz des Sieges des orangen Lagers für eine Einbeziehung der PR in die Regierungsbildung ein. Eine mögliche Koalitionsregierung aus BJuT und NU-NS solle einige Ministerposten der PR überlassen. Gegen Tymoschenko als Regierungschefin habe er unter dieser Bedingung nichts einzuwenden.
Nach ersten Meldungen von den Koalitionsverhandlungen einigte man sich darauf, dass der BJuT die Wirtschaftsressorts übernehmen soll, der Block des Präsidenten dagegen Bereiche wie Soziales, Umwelt, Familie etc. Juschtschenko nahm inzwischen Abstand von einer Einbeziehung der PR in die Regierungsbildung und befürwortete die Übernahme repräsentativer Posten im Parlament, so etwa den des Parlamentspräsidenten durch die PR. In der Partei der Regionen wurden indes Stimmen laut, die angesichts der sich abzeichnenden Regierungsbildung ohne Einbeziehung der größten Parlamentsfraktion einen Boykott der Konstituierung des neuen Parlaments forderten. Ohne die Abgeordneten der PR wäre die Rada nicht arbeitsfähig und die Regierung Janukowytsch bliebe zunächst im Amt.
Am Nachmittag des 8. Oktober traf Präsident Juschtschenko mit den Führern der ins neue Parlament gewählten Parteien zusammen. Er setzte eine Frist von fünf Tagen, innerhalb derer die Fragen der Regierungskoalition und der Besetzung des Amtes des Ministerpräsidenten entschieden sein sollen.
Am 11. Oktober sagte Juschtschenko der Presse, die Parteien der „Orangen Revolution“ hätten bei der Parlamentswahl gesiegt und so das Recht, den Posten des Regierungschefs zu besetzen. Der Koalitionsvertrag zwischen beiden Parteien sei nahezu perfekt. Zum Namen des zukünftigen Regierungschefs wollte er sich nicht äußern. Angesichts des wachsenden Widerstands aus den Reihen der Partei der Regionen, die eine Konstituierung des Parlaments durch einen Boykott verhindern könnte, zeichnete sich jedoch eine Verlängerung des politischen Tauziehens ab. Der Vorsitzende der NU-NS Jurij Luzenko erklärte am 15. Oktober, BJuT und NU-NS seien bereit, der PR in einer möglichen Koalition Posten in mehreren Ministerien sowie den Posten des stellvertretenden Parlamentspräsidenten und den des stellvertretenden Ministerpräsidenten anzubieten. Eine direkte Beteiligung der PR lehnte er aber weiterhin ab.
Am selben Tag fand ein Treffen von Luzenko, Tymoschenko und Wjatscheslaw Kyrylenko (NU-NS) mit Präsident Juschtschenko statt. Die sich als „demokratischen Kräfte“ bezeichnenden Parteigruppierungen BJuT und NU-NS hatten zuvor die Unterzeichnung des Koalitionsvertrages für den nächsten Tag angekündigt. Da jedoch für den 16. Oktober in Zusammenhang mit einem Explosionsunglück vom Präsidenten Staatstrauer angesetzt wurde, unterzeichneten die beiden Parteien schon am 15. Oktober den Koalitionsvertrag, der aber noch nicht veröffentlicht wurde. Zugleich kündigten sie an, sich weiterhin um eine Einbeziehung des Blok Lytwyna in die Regierungsbildung zu bemühen. Über die Aufteilung der zu besetzenden Ämter wurde bekannt, dass BJuT, genauer gesagt Julija Tymoschenko, den Posten der Ministerpräsidentin übernimmt und NU-NS die Posten des Parlamentspräsidenten und des Innenministers besetzen.
Wjatscheslaw Kyrylenko erklärte noch am selben Abend, es sei Teil des Koalitionsvertrages, dass BJuT und NU-NS sich verpflichten, noch vor der Wahl des neuen Regierungschefs zwölf Gesetzesinitiativen in die Rada einzubringen. Das wichtigste der Projekte ist die Abschaffung der Abgeordnetenimmunität und anderer Privilegien und Vergünstigungen der Volksvertreter. Ferner sollen die Zuständigkeiten zwischen Parlament und Präsident bei der Besetzung von Ministerressorts neu geordnet werden und für die Abgeordneten der Rada ein imperatives Mandat eingeführt werden. Als weiteres Projekt der Koalition wurde auf Drängen des BJuT in dem Vertrag die Abschaffung der allgemeinen Wehrpflicht und Einführung einer Berufsarmee zum 1. Januar 2008 vereinbart. Letzteres stieß innerhalb der Koalition auf Widerstand des Verteidigungsministers und NU-NS-Kandidaten Anatolij Hryzenko, der den Termin 2008 als unrealistisch bezeichnete seinerseits auf einer Beibehaltung der Wehrpflicht bis 2010 besteht.
Entgegen anderslautenden Meldungen gab es auch nach der Konstituierung der neuen Rada Kontroversen innerhalb von NU-NS und BJuT über die von den Parteispitzen vereinbarte Koalition. Vor allem innerhalb der NU-NS gab es Gegner einer Koalition mit dem BJuT. Zuletzt war in diesem Zusammenhang die Rede von sieben Abgeordneten, die ihre Zustimmung zur Koalition verweigerten. Vor allem die Wahl Julija Tymoschenkos zur Regierungschefin ist hier umstritten. Prominente Gegner Tymoschenkos in den Reihen der NU-NS sind Iwan Pljuschtsch und der ehemalige Ministerpräsident Jurij Jechanurow.
Am 29. November 2007 unterschrieben 227 der Abgeordneten von BJuT und NU-NS den Koalitionsvertrag. Als einziger verweigerte weiterhin Iwan Pljuschtsch seine Zustimmung. Als Kandidat für das Amt des Parlamentspräsidenten wurde nunmehr der bisherige Außenminister Arsenij Jazenjuk vorgeschlagen.
Nach der Wahl Jazenjuks, der sogleich an Präsident Juschtschenko die offizielle Bitte richtete, Julija Tymoschenko als neue Premierministerin vorzuschlagen, wurde bekannt, dass die Koalitionsfraktionen mit dem Blok Lytwyna über eine mögliche Zusammenarbeit verhandelten.

### Bemühungen der Partei der Regionen um eine Regierungsbildung
Kurz nach Bekanntwerden der Einigung veröffentlichte die Partei der Regionen auf ihrer Internetseite eine Erklärung, in der diese zur Siegerin der Wahlen erklärt wird und angekündigt wird, man werde weiter an der Bildung einer eigenen Koalition arbeiten. Den politischen Gegnern wird verantwortungsloses Handeln vorgeworfen, das die Ukraine spalte. Außerdem ist von Unregelmäßigkeiten bei der Wahl und der Auszählung der Stimmen die Rede.
Am 14. November erklärte Wolodymyr Lytwyn, Vorsitzender des Blok Lytwyna gegenüber der Presse, es gebe inoffizielle Verhandlungen zwischen der PR und NU-NS über die Bildung einer Koalition. Präsident Juschtschenkos Verhältnis zu seiner möglichen Koalitionspartnerin Julija Tymoschenko sei schlechter als das zum bisherigen Ministerpräsidenten Janukowytsch. Mykola Asarow von der PR bestätigte am darauffolgenden Tag, seine Partei sei in Koalitionsverhandlungen mit politischen Kräften des neugewählten Parlaments. Konkret wollte er sich nicht zu potentiellen Partnern äußern. Vertreter der NU-NS widersprachen den Behauptungen Lytwyns, ihr Wahlbündnis führe Verhandlungen mit der PR.
Am 22. November sagte Mykola Asarow der Presse, die PR akzeptiere die Bildung einer „demokratischen Koalition“ aus BJuT und NU-NS und sei bereit, ihre neue Rolle als Oppositionspartei wahrzunehmen. Zugleich merkte er an, seine Partei werde Neuwahlen anstreben, sollte das neu gewählte Parlament „nicht konstruktiv“ arbeiten. Zuvor hatten anderer Vertreter der PR eine Blockade der Arbeit der neuen Rada nicht ausgeschlossen.
Angehörige der Fraktionen BJuT und NU-NS beschuldigten die PR, diese versuche Abgeordnete der beiden westlich orientierten Parteien zu bestechen, damit sie gegen die geplante Koalition und Julija Tymoschenko als Premierministerin stimmen.

## Konstituierung der 6. Rada

### Vorbereitungen
Am 6. November tagte erstmals der Ausschuss zur Vorbereitung der ersten Sitzung des neugewählten Parlaments. Alle politischen Kräfte, die bei den Wahlen die 3-Prozent-Hürde genommen haben und somit in der 6. Rada vertreten sein werden, sind im Vorbereitungsausschuss vertreten. Der BJuT entsendet zehn seiner zukünftigen Abgeordneten in das Gremium (Julija Tymoschenko, Oleksandr Turtschynow, Josyp Winskyj, Mykola Tomenko, Wiktor Pynsenyk, Jewhen Kornijtschuk, Serhij Sas, Petro Krupko, Wsewolod Borodin und Jewhen Kyryltschuk), NU-NS fünf (Wjatscheslaw Kyrylenko, Jurij Luzenko, Borys Tarasjuk, Ruslan Knjasewytsch und Roman Swarytsch), die KPU zwei (Adam Martynjuk und Walentyn Matwejew), der Blok Lytwyna einen (Ihor Scharow), die PR zwölf (Wiktor Janukowytsch, Mykola Asarow, Wolodymyr Rybak, Rajisa Bohatyrjowa, Borys Kolesnikow, Andrij Kljujew, Wasyl Kyseljow, Oleksandr Jefremow, Olena Lukasch, Oleksandr Pekluschenko und Inna Bohoslowska). Die Delegierten der PR verhinderten durch ihr Fernbleiben am 6., 7. und 8. November die Arbeitsaufnahme des Gremiums. Sie begründeten ihren Boykott damit, dass die Zentrale Wahlkommission noch nicht alle gewählten Abgeordneten registriert habe und es somit noch zu früh sei, für eine Zusammenkunft zur Vorbereitung der ersten Parlamentssitzung der neuen Rada. Vertreter der NU-NS warfen der PR vor, dadurch die Konstituierung des neuen Parlaments und die Wahl der neuen Regierung so lange wie möglich hinauszögern zu wollen. Bis zur Wahl der neuen Regierung bleibt PR-Chef Janukowytsch als Premierminister im Amt.
Am 12. November schließlich trat der Ausschuss zu seiner ersten Sitzung zusammen. Bei der Wahl des Vorsitzenden des Ausschusses kamen beide Kandidaten, Adam Martynjuk (KPU), unterstützt von PR, KPU und Blok Lytwyna, und Roman Swarytsch (NU-NS), unterstützt von BJuT und NU-NS jeweils auf gleich viele Stimmen. Angesichts der Pattsituation weigerte sich die PR, über den Termin für die erste Sitzung der neuen Rada abzustimmen, bevor nicht ein Ausschussvorsitzender bestimmt wurde. Der Ausschuss vertagte seine Sitzung daraufhin. NU-NS und BJuT warfen der PR erneut vor, sie wolle die Konstituierung des Parlaments so lange wie möglich hinauszögern.
Am 15. November schließlich wurde die Abgeordnete Rajisa Bohatyrjowa von der PR zur Ausschussvorsitzenden gewählt. Ihr Stellvertreter ist Roman Swarytsch von NU-NS. Als Termin für die konstituierende Sitzung der neuen Rada wurde auf Vorschlag der PR einstimmig der 23. November 2007 bestimmt.
Ebenfalls am 15. November tagte die Zentrale Wahlkommission der Ukraine, um die Registrierung der letzten neugewählten Rada-Abgeordneten vorzunehmen. Zur ordnungsgemäßen Registrierung muss ein neugewählter Abgeordneter laut ukrainischem Gesetz der Zentralen Wahlkommission die offiziellen Entlassungspapiere seiner bisherigen Arbeitsstelle vorlegen, bevor er sein Mandat wahrnehmen darf. Die letzte Sitzung des Ausschusses zur Vorbereitung der ersten Sitzung der neu gewählten Rada fand am Vorabend derselben statt.

### Konstituierende Sitzung
Die erste, konstituierende Sitzung der neu gewählten Rada fand am 23. November 2007 statt. Sie wurde vom Parlamentspräsidenten (spiker) der vergangenen Legislaturperiode, Oleksandr Moros, eröffnet. Bei der Eröffnungsrede Moros' kam es zu einem Eklat. Als dieser seinen Unmut über die Auflösung des Parlaments durch den Präsidenten und die vorzeitigen Neuwahlen äußerte, verließen Abgeordnete von NU-NS und BJuT aus Protest den Saal. Das provisorische Präsidium für diese Sitzung wurde vom Vorbereitungsausschuss gewählt. Ihm gehörten Rajisa Bohatyrjowa (PR), Oleksandr Turtschynow (BJuT), Roman Swarytsch (NU-NS), Adam Martynjuk (KPU) und Ihor Scharow (Blok Lytwyna) an. Der älteste Abgeordnete der neuen Rada, Iwan Herasymow (KPU), verlas den Amtseid der Abgeordneten, unter den diese anschließend ihre Unterschrift setzten.
Premier Janukowytsch erklärte anschließend verfassungsgemäß den Rücktritt seines Kabinetts. Bis zur Wahl eines neuen Regierungschefs bleibt die Regierung jedoch kommissarisch im Amt.

### Wahl des neuen Parlamentspräsidenten
Aussichtsreichster Kandidat für die Wahl zum neuen Parlamentspräsidenten war der bisherige Außenminister Arsenij Jazenjuk (NU-NS). BJuT und NU-NS hatten in ihrem Koalitionsvertrag vereinbart, dass dieser Posten der Präsidentenpartei zufallen sollte. Julija Tymoschenko deutete an, sie werde nicht als Premierministerin zur Verfügung stehen, sollte Jazenjuk bei der Wahl durchfallen. Aus Zweifel an der Disziplin der Abgeordneten ihrer Fraktionen strebten die Spitzen von NU-NS und BJuT eine offene Abstimmung (statt der üblichen geheimen) oder eine Abstimmung en bloc über das gesamte Parlamentspräsidium an. Diese Optionen wurden jedoch von den übrigen Fraktionen abgelehnt. Nach stundenlanger Debatte kam es am Abend des 4. Dezember schließlich zur Wahl, die Jazenjuk mit 227 Stimmen für sich entschied. Von den 228 Stimmen der geplanten Regierungskoalition fehlte lediglich die des abwesenden Abgeordneten Iwan Pljuschtsch, der sich im Vorfeld mehrmals gegen die Koalition geäußert hatte. Die Abgeordneten der Partei der Regionen und der Kommunisten verließen vor Bekanntgabe des Abstimmungsergebnisses den Plenarsaal. Sie protestierten damit dagegen, dass Abgeordnete der Fraktionen BJuT und NU-NS ihre ausgefüllten Wahlzetteln vorzeigten, bevor sie sie in die Wahlurne warfen. Diese Vorgehensweise sollte offenbar Abweichler in den eigenen Reihen daran hindern, geschützt durch die geheime Wahl, gegen den gemeinsamen Kandidaten zu stimmen. Während der Wahlprozedur kam es aufgrund der beschriebenen Vorgänge zu einem Handgemenge zwischen Abgeordneten der beiden politischen Lager.
Erst am 2. September 2008 konnten sich die Abgeordneten auf die Wahl zweier Stellvertreter des Parlamentspräsidenten einigen. Gewählt wurden Oleksandr Lawrynowytsch von der PR und Mykola Tomenko vom BJuT. Für die Kandidaten stimmten Abgeordnete von PR, BJuT und NU-NS.

## Die neue Regierung

### Wahl
Als eine seiner ersten Amtshandlungen unterzeichnete der neue Parlamentspräsident Arsenij Jazenjuk am 6. Dezember die Bitte der zukünftigen Koalition an den Staatspräsidenten die Fraktionsvorsitzende des BJuT, Julija Tymoschenko, als neue Premierministerin vorzuschlagen. Juschtschenko schlug am 11. Dezember 2007 auf einer Sitzung der Werchowna Rada offiziell Julija Tymoschenko als neue Premierministerin vor. Bei der anschließenden Wahl erreichte diese 225 von 450 Stimmen. Ihre Wahl war damit gescheitert. Nach Beschwerden aus Reihen der Koalitionsfraktionen, es handele sich um einen Fehler des elektronischen Abstimmungssystems wurde die Wahl wiederholt, brachte jedoch das gleiche Ergebnis. Ein Abgeordneter der Partei der Regionen hatte Parlamentspräsident Jazenjuk an der Stimmabgabe gehindert. Die Sitzung wurde daraufhin unterbrochen und schließlich auf den 12. Dezember vertagt. Die Koalitionsfraktionen warfen den Oppositionsfraktionen vor, das elektronische Abstimmungssystem manipuliert zu haben und stellten in diesem Fall, sowie im Fall der Behinderung des Parlamentspräsidenten bei der Stimmabgabe, Strafanzeige. Der Vorschlag, die Wahl ohne das Abstimmungssystem, per Handzeichen zu wiederholen, wurde von den Oppositionsfraktionen abgelehnt. Eine Untersuchung des Abstimmungssystems durch den Geheimdienst SBU erbrachte keine Anzeichen einer Manipulation.
Am 12. Dezember, an dem eine erneute Vorstellung Tymoschenkos als Premierministerin durch Präsident Juschtschenko und eine anschließende Abstimmung vorgesehen war, wurden die Plätze des Parlamentspräsidiums durch Abgeordnete der Partei der Regionen besetzt, so dass Parlamentspräsident Jazenjuk seine Aufgaben nicht wahrnehmen konnte und eine Sitzung der Rada nicht möglich war. Die Wahl der Regierungschefin und des Kabinetts wurde schließlich auf den 18. Dezember verschoben. Wegen der Zweifel am ordnungsgemäßen Funktionieren des elektronischen Abstimmungssystems wurde gegen den Widerstand von PR, KPU und Blok Lytwyna beschlossen, die Abstimmung per Handzeichen durchzuführen. Die Abstimmung fand am 18. Dezember statt und Tymoschenko wurde mit 226 Stimmen zur Premierministerin der Ukraine gewählt. Mit Ausnahme von Iwan Pljuschtsch und des erkrankten Abgeordneten Iwan Spodarenko (NU-NS) stimmten alle Mitglieder der Fraktionen BJuT und NU-NS für Tymoschenko. Die anderen drei in der Rada vertretenen Parteien nahmen nicht an der Abstimmung teil.

### Zusammensetzung
Der zweiten ukrainischen Regierung unter Julija Tymoschenko gehörten an:
| Ministerpräsidentin                       | Julija Tymoschenko    |
| Erster Vize-Ministerpräsident             | Oleksandr Turtschynow |
| Zweiter Vize-Ministerpräsident            | Iwan Wasjunyk         |
| Dritter Vize-Ministerpräsident            | Hrihorij Nemyrja      |
| Innenminister                             | Jurij Luzenko         |
| Verteidigungsminister                     | Jurij Jechanurow      |
| Außenminister                             | Wolodymyr Ohrysko     |
| Justizminister                            | Mykola Onischtschuk   |
| Finanzminister                            | Wiktor Pynsenyk       |
| Wirtschaftsminister                       | Bohdan Danylyschyn    |
| Landwirtschaftsminister                   | Jurij Melnyk          |
| Energieminister                           | Jurij Prodan          |
| Kohleindustrieminister                    | Wiktor Poltawez       |
| Umweltminister                            | Heorhij Filiptschuk   |
| Katastrophenschutzminister                | Wolodymyr Schandra    |
| Industrieminister                         | Wolodymyr Nowyzkyj    |
| Transport- und Kommunikationsminister     | Josyp Winskyj         |
| Wohnungs- und Kommunalwirtschaftsminister | Olexij Kutscherenko   |
| Bau- und Regionalentwicklungsminister     | Wasyl Kujbida         |
| Arbeits- und Sozialministerin             | Ljudmyla Denisowa     |
| Bildungs- und Wissenschaftsminister       | Iwan Wakartschuk      |
| Kultur- und Tourismusminister             | Wasyl Wowkun          |
| Gesundheitsminister                       | Wasyl Knjasewytsch    |
| Familien-, Jugend- und Sportminister      | Jurij Pawlenko        |
| Kabinettsminister                         | Petro Krupko          |